# Faculdade de Ciências Aeronáuticas da PUCRS

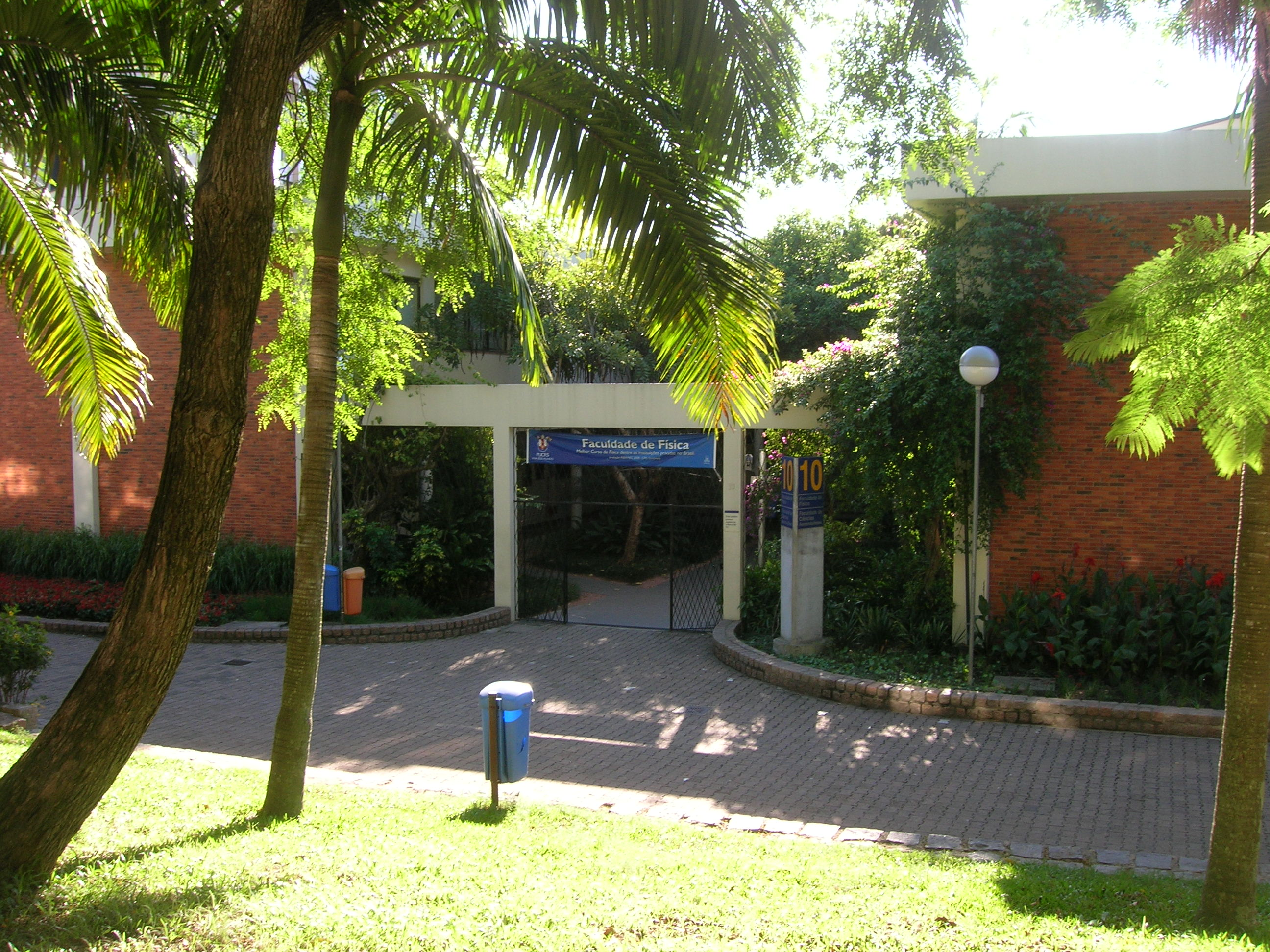
O prédio 10 da Universidade.

A Faculdade de Ciências Aeronáuticas da PUCRS (Faca) é uma das vinte e duas faculdades da Pontifícia Universidade Católica do Rio Grande do Sul (PUCRS).
Ocupa o prédio 10 da Universidade, dividindo-o com a Faculdade de Física.

## História
A Faca foi criada no dia 7 de outubro de 1993, com a denominação de Instituto de Ciências Aeronáuticas, que foi alterada para a atual designação em 1998. O curso de Ciências Aeronáuticas, homologado desde sua origem pelo Ministério da Aeronáutica (hoje ANAC) e reconhecido pelo Ministério da Educação em 1997, foi estabelecido mediante um acordo de cooperação entre a PUCRS e a Varig, a qual estava interessada em aprimorar a formação de pilotos. 
Em dezembro de 2010, a Faculdade estabeleceu convênio com a Azul Linhas Aéreas, para garantir o ingresso de alunos diplomados pelo curso na segunda fase do processo seletivo de pilotos dessa companhia aérea.